# Cobra-ferradura
A cobra-ferradura (Coluber hippocrepis ou Hemorrhois hippocrepis) é uma serpente da família dos colubrídeos. O seu nome é devido a uma mancha escura, em forma de ferradura, localizada na zona posterior da cabeça.
É uma cobra que está activa da Primavera ao Outono. “Aparece em diversos habitats, desde que quentes e pedregosos, chegando a viver nos jardins das cidades”.
Alimenta-se principalmente de répteis, aves e micromamíferos.
Em Portugal, podemos ver esta espécie praticamente em todo o país, menos no Minho, norte de Trás-os-Montes e partes da Beira Litoral.